# Шеллертен
Шеллертен (нім. Schellerten) — громада в Німеччині, розташована в землі Нижня Саксонія. Входить до складу району Гільдесгайм.
Площа — 80,02 км2. Населення становить 7972 ос. (станом на 31 грудня 2021).